# Čelistnatci
Čelistnatci (Gnathostomata), též čelistnatí, je monofyletická skupina živočichů zahrnujících všechny obratlovce kromě sliznatek, mihulí a dalších, již však vyhynulých bezčelistnatců. První zástupci tohoto rozsáhlého kladu se objevili ve starších prvohorách (pravděpodobně na přelomu ordoviku a siluru). Nejstarší dnes známé fosilie zástupců této skupiny jsou staré 436 milionů let a pocházejí z jižní Číny. Do skupiny čelistnatců tedy patří všechny paryby, ryby, ale i obojživelníci, plazi, ptáci a savci včetně člověka.

## Charakteristika
Jak už název napovídá, čelistnatci jsou obratlovci s čelistmi, tedy strukturou, jež vznikla přeměnou žaberního oblouku. Dále však tuto skupinu vymezuje obrovské množství evolučních novinek, jako je chrupavčito-kostěný skelet, dva páry ploutví na trupu, nepárová řitní ploutev, plakoidní šupiny, podélná přepážka mezi hřbetní a břišní částí myomer, myelinová pochva axonů, společné nervové provazce pro hřbetní a břišní větve míšních nervů, tři polokruhovité kanály ve vnitřním uchu, vývodný kanál z ledvin sloužící i k vylučování spermatu, endokrinně-exokrinní povaha slinivky, slezina, adaptivní imunita a další a další znaky.